# Träskholmarna
Träskholmarna är öar i Åland (Finland). De ligger i Skärgårdshavet och i kommunen Kumlinge i landskapet Åland, i den sydvästra delen av landet. Öarna ligger omkring 48 kilometer öster om Mariehamn och omkring 230 kilometer väster om Helsingfors.
Arean för den av öarna koordinaterna pekar på (Nybondas Träskholm) är 10,2 hektar och dess största längd är 0,7 kilometer i nord-sydlig riktning.